# Арете
Арете (дав.-гр. ἀρετή — термін давньогрецької філософії, що означає «чесноту», «доблесть», «досконалість», «гідність» або «перевагу» будь-якого виду.
У своїй ранній появі в грецькій мові це поняття пов'язане з поняттям відповідності меті або функції, позначаючи «зібраність, злагодженість, придатність» будь-якої речі або істоти.

Стосовно людини поняття арете набуває значення «доблесті» й ширше — чесноти: моральної якості, властивої достойній людині. Набуття цієї якості вимагає зусиль: «Порок досягається легко, а опанувати Арете важко», — говорить Гесіод (Орр. 287). При цьому спочатку арете сприймалося не тільки як стан, що вимагає зусиль для свого досягнення, але й як «деяка природна властивість благородної людини», доступна не кожному; це відбилося в однокореневому понятті «аристократія»: 
Корінь слова той самий, що й у ἄριστος, найвищому ступені «прекрасного» і «чудового», який у множині стійко вживається для позначення знаті.
Однак уже софісти оголошують арете «дисципліною, якої за скромну винагороду можна навчити будь-кого так само, як грамоти, музики тощо»; таким чином, відбувається «демократизація» цього поняття, а «разом з цим створюються передумови для його інтелектуалізації, що робить арете центральною проблемою виховання громадянина, а згодом — виховання філософа».
Зміст поняття арете детально розроблено в концепціях Платона, Арістотеля і пізніших грецьких філософів.